# Флутура
Флутура (рум. Flutura) — село в Теленештском районе Молдавии. Наряду с селом Тыршицей входит в состав коммуны Тыршицей.

## География
Село расположено на высоте 151 метров над уровнем моря.

## Население
По данным переписи населения 2004 года, в селе Флутура проживает 278 человек (140 мужчин, 138 женщин).
Этнический состав села:
| Национальность | Число жителей | Процентный состав |
| -------------- | ------------- | ----------------- |
| молдаване      | 148           | 53.24             |
| украинцы       | 128           | 46.04             |
| русские        | 2             | 0.72              |
| Всего          | 278           | 100%              |